# Istituto interprovinciale per infermi di mente "Vittorio Emanuele III"
L'ex-Istituto interprovinciale per infermi di mente "Vittorio Emanuele III" di Grugliasco è un complesso di edifici originariamente adibiti al mantenimento e alla cura di pazienti con problemi psichici.

## Storia

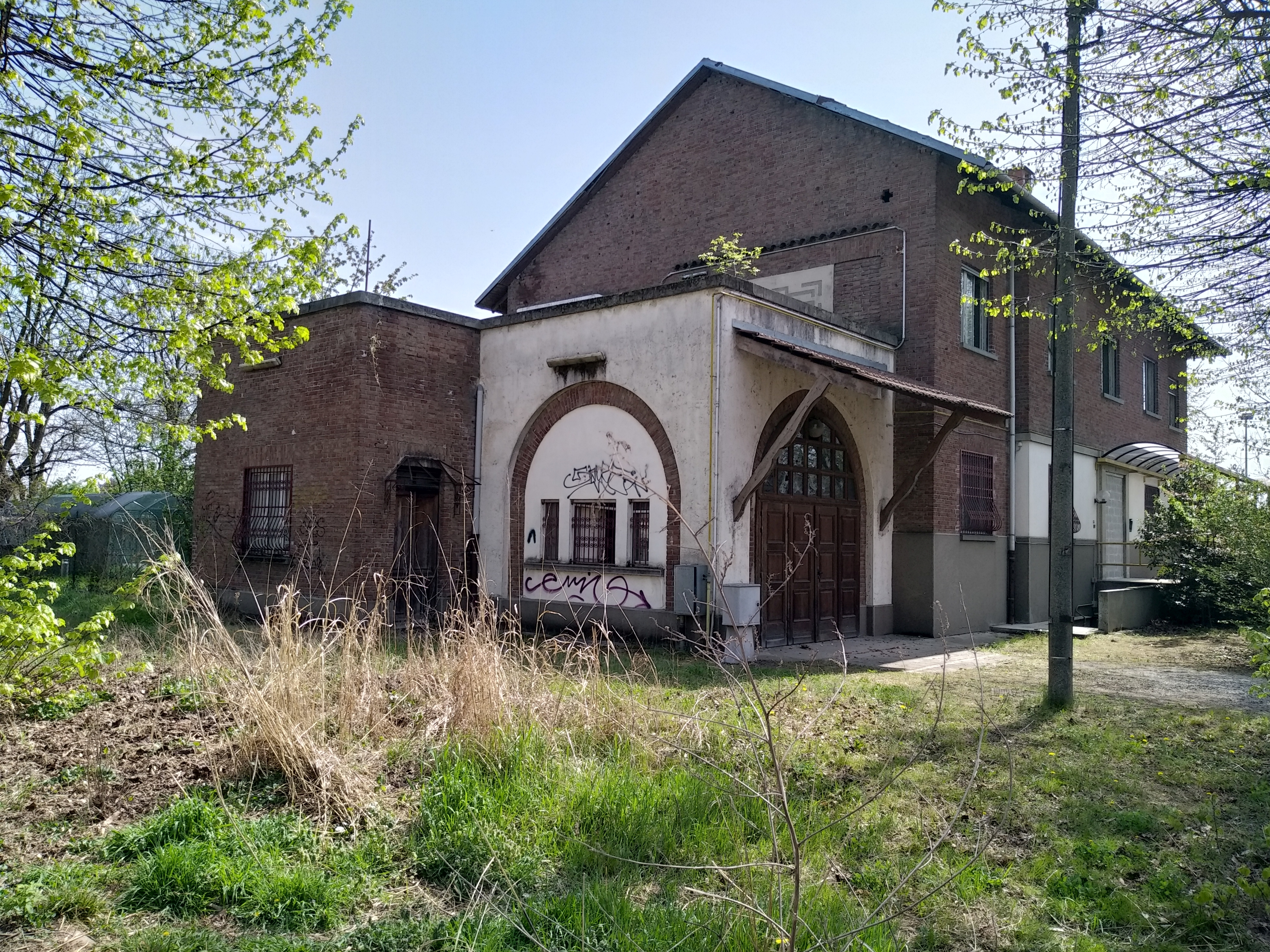
Palazzina per uffici, oggi in disuso

All'inizio del XX secolo la Provincia di Torino disponeva di tre strutture ospedaliere per la cura delle malattie psichiche: il vecchio manicomio di via Giulio, nel centro di Torino, i locali adibiti ad ospedale psichiatrico che erano stati ricavati nella ex-Certosa reale di Collegno o costruiti ex-novo nel parco circostante e una struttura più piccola realizzata tra il 1910 e il 1913 a Savonera (Venaria), progettata in origine per i malati meno problematici. La gestione di queste strutture era affidata dalla Provincia ad una Opera Pia denominata Regio manicomio di Torino.
Nel 1914 a causa del sovraffollamento di queste strutture si arrivò ad un trasferimento dei pazienti di sesso maschile alla grande struttura di Collegno, mentre gli edifici di Torino e di Savonera vennero destinati alle pazienti donne. Tale risistemazione però non fu sufficiente e fu quindi necessario costruire un nuovo ospedale.
La scelta del luogo cadde dopo lunghe discussioni sul comune di Grugliasco, contiguo a quello di Collegno. Tale collocazione decentrata avrebbe anche permesso lo svuotamento del vecchio manicomio di Torino, la cui collocazione centrale causava disturbo agli abitanti della zona.
I lavori per la costruzione del nuovo complesso ospedaliero vennero iniziati nel 1928 e conclusi nel 1931, quando venne inaugurato l'"Istituto Interprovinciale Vittorio Emanuele III per infermi di mente in Grugliasco". La parte edilizia del progetto si deve a Mario Torretta, ingegnere dell'ufficio tecnico della Provincia di Torino, mentre gli arredamenti e gli allestimenti interni vennero progettati dal dr. Francesco Agosti, incaricato dalla struttura ospedaliera. Si trattava di una struttura interprovinciale perché la provincia di Torino deteneva solo l'85% circa della proprietà, con la rimanente quota in mano alla Provincia di Aosta.
Durante la Seconda Guerra Mondiale alcuni dei padiglioni dell'ospedale vennero danneggiati dai bombardamenti, e vari degenti dovettero essere trasferiti. La provincia di Torino alla fine del conflitto riparò i danni e ripristinò la normale funzionalità degli edifici.
Nel corso degli Anni Sessanta del Novecento alle strutture esistenti venne aggiunta la "Villa Azzurra", un edificio destinato ai bambini affetti da malattie mentali o semplici handicap psicofisici. La struttura, chiamata comunemente il manicomio dei bambini, godeva di una fama piuttosto sinistra e fu oggetto di varie denunce per maltrattamenti da parte delle famiglie dei suoi giovani ospiti. A causa dell'evoluzione dei trattamenti delle malattie mentali in corso in Italia negli Anni Settanta, che sfociarono nella c.d. Legge Basaglia, nel 1979 la "Villa Azzurra" venne chiusa; anche la vecchia Opera Pia fu sciolta nel 1980, con il passaggio della competenza sulle cure ai malati psichiatrici alle ASL.

## Il complesso ospedaliero

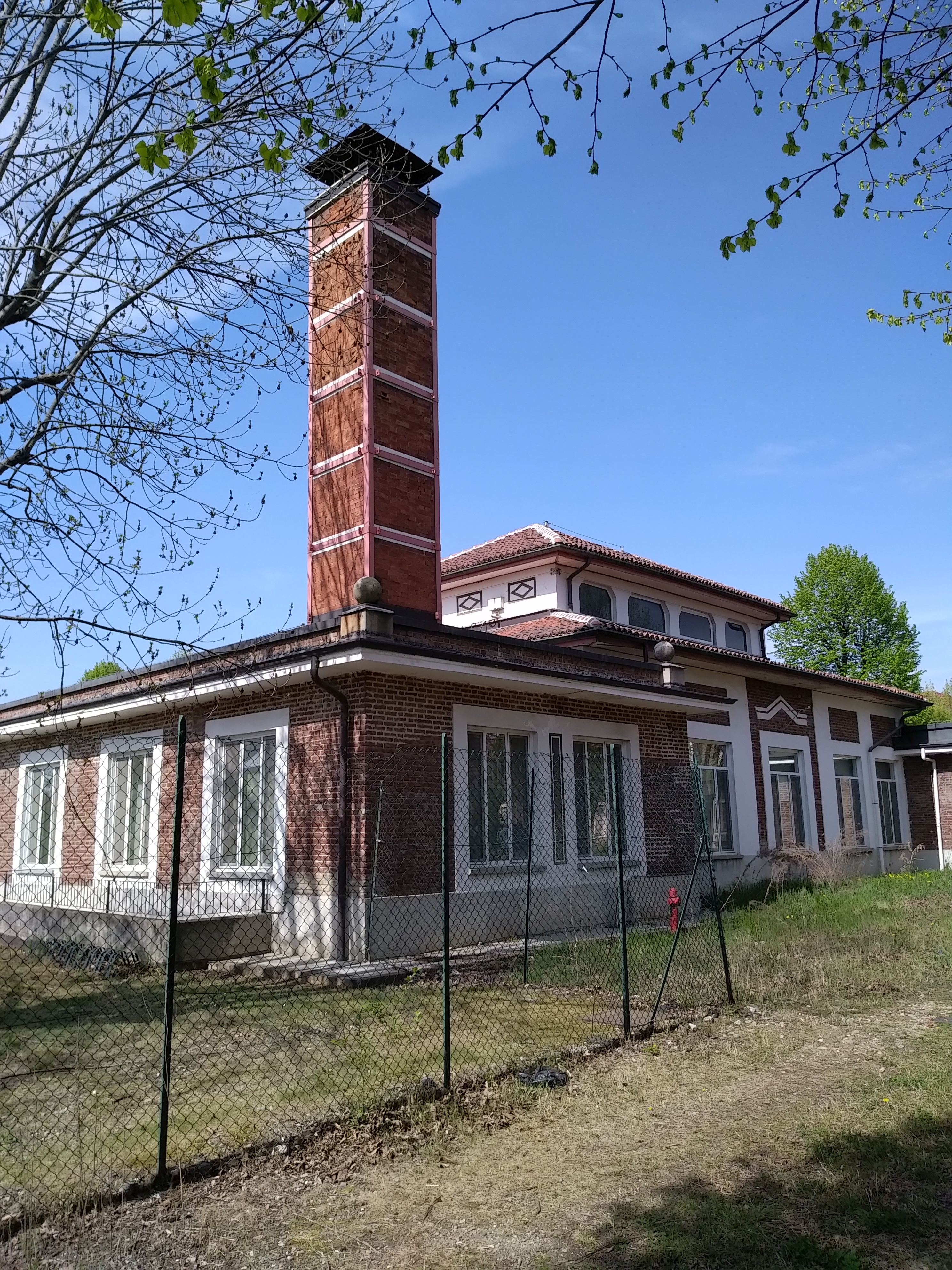
L'edificio oggi sede della biblioteca di Scienze Agrarie e Veterinarie

Il complesso comprendeva in origine quattro grandi padiglioni con settecento posti letto complessivi, l'edificio delle cucine, la camera mortuaria e la palazzina della Direzione. A questo gruppo di edifici venne in seguito aggiunta la Villa Azzurra, un padiglione cosiddetto “medico-pedagogico” destinato a bambini e bambine affetti da malattie mentali o handicap psicofisici. Una vasta area attorno agli edifici, delimitata da un lungo muro, comprendeva numerosi viali alberati, aree destinate a verde e zone agricole.

## Il riutilizzo

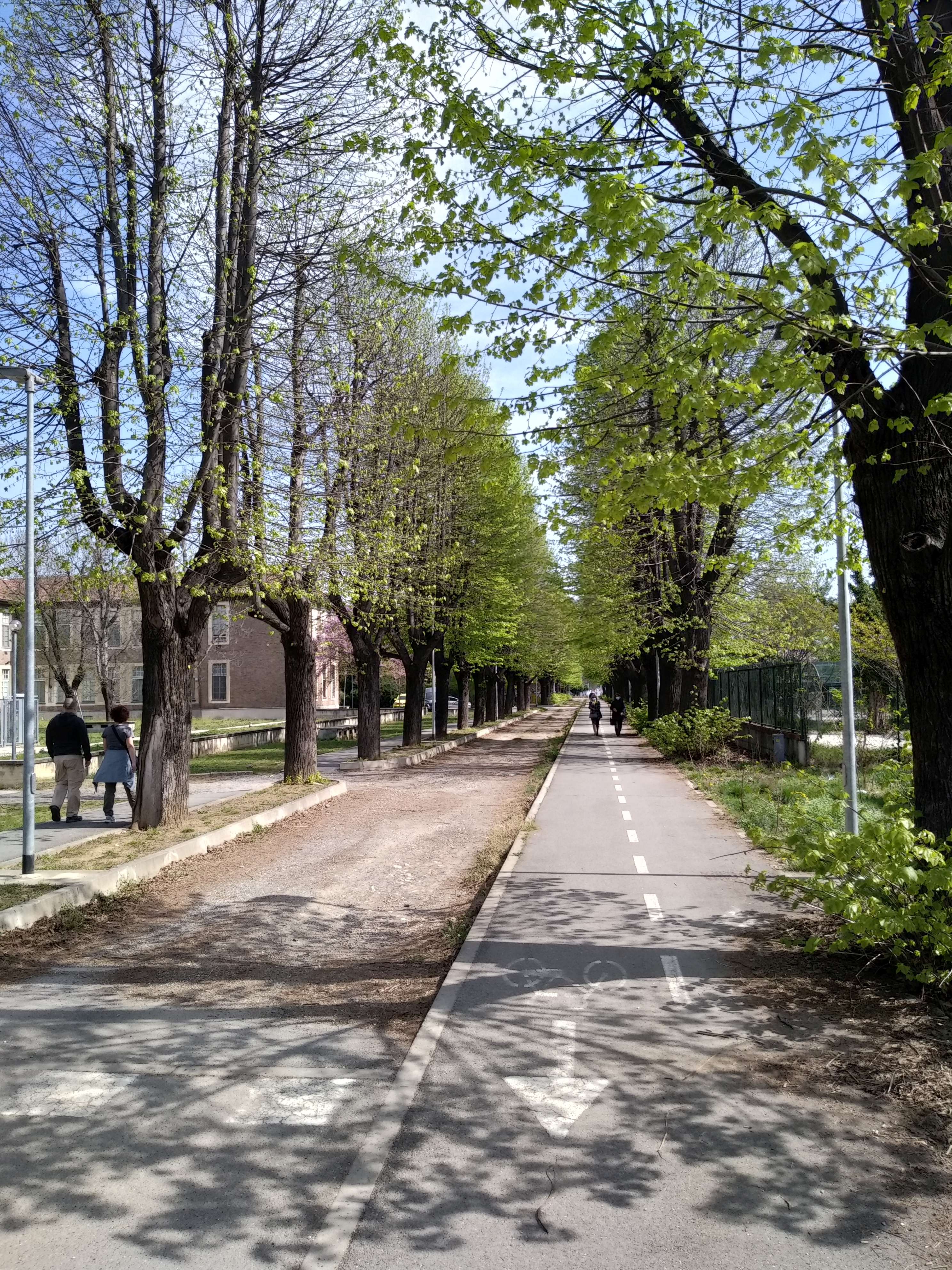
La pista ciclabile che attraversa il complesso dell'ex-ospedale

Dopo la chiusura degli ospedali psichiatrici in Italia, le varie aree del complesso ospedaliero hanno subito destini diversi. La zona agricola nella parte sud del complesso a partire dal 1996 è occupata dal Dipartimento di Scienze Agrarie, Forestali e Alimentari dell'Università di Torino, al quale si è poi aggiunta la Facoltà di Medicina Veterinaria, che in una parte della vecchia struttura psichiatrica gestisce a partire dal 2000 l'"Ospedale veterinario universitario". Alcuni padiglioni nella zona settentrionale del complesso sono tuttora utilizzati dalla ASL come sede del Centro Epidemiologico e come locali tecnici e base dei mezzi del pronto intervento (118) e del Soccorso alpino e speleologico L'area verde è in buona parte accessibile al pubblico ed alcuni tratti dei viali alberati sono percorsi da piste ciclabili.